# Sugiyama Arata
Arata Sugiyama (sinh ngày 25 tháng 7 năm 1980) là một cầu thủ bóng đá người Nhật Bản.

## Sự nghiệp câu lạc bộ
Arata Sugiyama đã từng chơi cho Kashiwa Reysol, Ventforet Kofu, Omiya Ardija, Yokohama FC và FC Gifu.